# Royaume de Parama Kamboja
 (septembre 2024).
La mise en forme du texte ne suit pas les recommandations de Wikipédia : il faut le « wikifier ».
Les points d'amélioration suivants sont les cas les plus fréquents. Le détail des points à revoir est peut-être précisé sur la page de discussion.
- Les titres sont pré-formatés par le logiciel. Ils ne sont ni en capitales, ni en gras.
- Le texte ne doit pas être écrit en capitales (les noms de famille non plus), ni en gras, ni en italique, ni en « petit »…
- Le gras n'est utilisé que pour surligner le titre de l'article dans l'introduction, une seule fois.
- L'italique est rarement utilisé : mots en langue étrangère, titres d'œuvres, noms de bateaux, etc.
- Les citations ne sont pas en italique mais en corps de texte normal. Elles sont entourées par des guillemets français : « et ».
- Les listes à puces sont à éviter, des paragraphes rédigés étant largement préférés. Les tableaux sont à réserver à la présentation de données structurées (résultats, etc.).
- Les appels de note de bas de page (petits chiffres en exposant, introduits par l'outil «  Source ») sont à placer entre la fin de phrase et le point final[comme ça].
- Les liens internes (vers d'autres articles de Wikipédia) sont à choisir avec parcimonie. Créez des liens vers des articles approfondissant le sujet. Les termes génériques sans rapport avec le sujet sont à éviter, ainsi que les répétitions de liens vers un même terme.
- Les liens externes sont à placer uniquement dans une section « Liens externes », à la fin de l'article. Ces liens sont à choisir avec parcimonie suivant les règles définies. Si un lien sert de source à l'article, son insertion dans le texte est à faire par les notes de bas de page.
- La présentation des références doit suivre les conventions bibliographiques. Il est recommandé d'utiliser les modèles {{Ouvrage}}, {{Chapitre}}, {{Article}}, {{Lien web}} et/ou {{Bibliographie}}. Le mode d'édition visuel peut mettre en forme automatiquement les références.
- Insérer une infobox (cadre d'informations à droite) n'est pas obligatoire pour parachever la mise en page.

Pour une aide détaillée, merci de consulter Aide:Wikification.
Si vous pensez que ces points ont été résolus, vous pouvez retirer ce bandeau et améliorer la mise en forme d'un autre article.

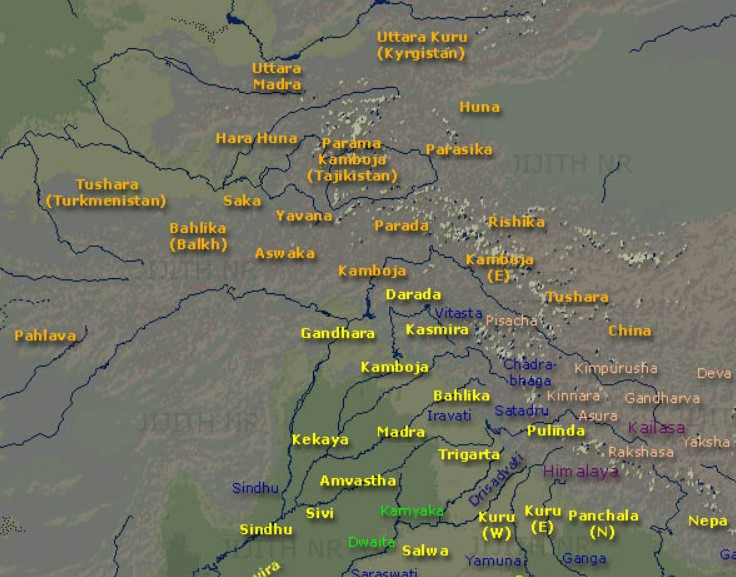

Le royaume de Parama Kamboja est un petit royaume mentionné dans l'épopée Mahabharata et décrit comme étant situé à l'extrême nord-ouest du monde indien, auprès des pays de Bahlika, Uttara Madra et Uttara Kuru . Il était situé entre l'Afghanistan, du Tadjikistan et de l'Ouzbékistan actuels.

## Le Parama Kamboja dans la guerre de Kurukshetra
Drona Parva du Mahabharata fait référence à 6 000 soldats du pays Parama Kamboja qui s'étaient rangés du côté des Pandavas contre les Kauravas durant la bataille de Kurukshetra. Ils sont décrits comme des « Kambojas très prospères » ( prabhadrakastu Kambojah ), extrêmement féroces, « personnifications de la Mort » ( samanmrityo ), effrayants comme Yama, le dieu de la mort, et riches comme Kubera, le dieu du trésor ( Kambojah.... Yama. vaishravan.opamah : 7.23.42-44).

## Livres/Références
- Mahabharata de Krishna Dwaipayana Vyasa, traduit en anglais par Kisari Mohan Ganguli